# Голубков, Николай Николаевич
Николай Николаевич Голубко́в (1920—1945) — старшина 1-й статьи Военно-Морского Флота СССР, участник советско-японской войны, Герой Советского Союза (1945).

## Биография
Николай Голубков родился 25 апреля 1920 года в деревне Дмитриевка (ныне — Белебеевский район Башкортостана). Получил среднее образование, работал в конторе «Заготзерно» на станции Абдулино. В 1940 году Голубков был призван на службу в Военно-Морской Флот СССР. После Учебного отряда был дальномерщиком, командиром отделения радистов 67-го отдельного артиллерийского дивизиона Амурской военной флотилии, затем командиром отделения комендоров-зенитчиков плавучей зенитной батареи «ПВО-1232» той же флотилии. Отличился во время советско-японской войны.
9 августа 1945 года в ходе десанта в город Фуюань отделение Голубкова встретило мощное сопротивление противника, засевшего в дзотах и городских зданиях. Голубков первым ворвался в дзот противника и забросал находившихся там гранатами, но и сам при этом получил смертельное ранение. Похоронен в Краснофлотском районе Хабаровска, возле памятника морякам-амурцам, погибшим в Гражданскую войну.

Хабаровск, памятник морякам-амурцам на Базе КАФ
Могила Героя Советского Союза Голубкова и краснофлотцев Патрушева и Тюрина

Указом Президиума Верховного Совета СССР от 14 сентября 1945 года старшина 1-й статьи Николай Голубков посмертно был удостоен высокого звания Героя Советского Союза. Также был награждён орденами Ленина и Отечественной войны I степени.